# روسكو نيكلسون
روسكو نيكلسون (بالإنجليزية: Roscoe Nicholson)‏ هو محافظ على الطبيعة أمريكي، ولد في 22 يناير 1887، وتوفي في 22 أكتوبر 1959.